# Angelo Ferrara
Angelo Ferrara (fl. XX secolo) è stato un calciatore italiano, di ruolo mediano.

## Carriera
Fece il suo esordio con la Juventus contro l'Inter il 20 aprile 1924 in un pareggio per 2-2, mentre la sua ultima partita fu contro il Derthona il 12 luglio 1925 in una vittoria per 2-1. Nelle sue due stagioni bianconere collezionò 3 presenze senza segnare.

## Statistiche

### Presenze e reti nei club
| Stagione        | Club            | Campionato      | Campionato | Campionato |
| Stagione        | Club            | Comp            | Pres       | Reti       |
| --------------- | --------------- | --------------- | ---------- | ---------- |
| 1923-1924       | Juventus        | Prima Divisione | 1          | 0          |
| 1924-1925       | Juventus        | Prima Divisione | 2          | 0          |
| Totale Juventus | Totale Juventus |                 | 3          | 0          |
| Totale carriera | Totale carriera |                 | 3          | 0          |